# Boat people

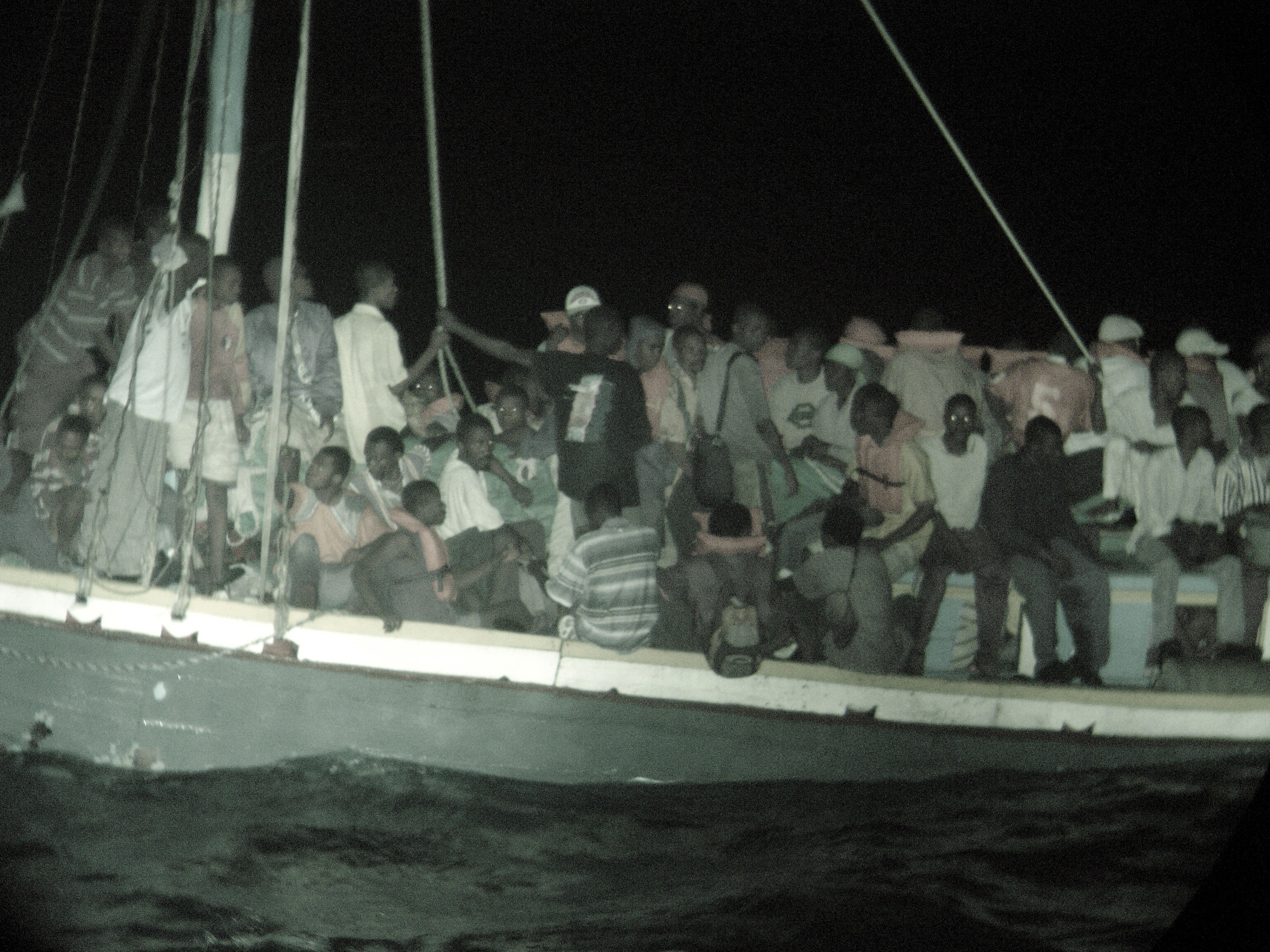
Boat people provenienti da Haiti.

I boat people (espressione costruita a partire dalle parole inglesi per «barca» e «gente») sono dei profughi che fuggono dai loro paesi per motivi politici o economici a bordo di imbarcazioni, anche di fortuna note come «carrette del mare».
La fuga dei "boat people" usava il mare come unico percorso possibile per un esodo in massa, ma non aveva lo scopo di giungere in alcun porto: i profughi, infatti, imbarcati su mezzi di fortuna, chiatte, barche, zattere, spesso in sovraccarico, senza guida e senza criteri di sicurezza, perseguivano, a volte, il solo scopo di porsi sulle rotte delle navi, per poter essere intercettati e quindi soccorsi e raccolti, come in effetti avvenne spesso; in molti altri casi, invece, andarono incontro a naufragi e annegamenti che, insieme a fame, sete e freddo, produssero numerose vittime.

## Diaspora vietnamita

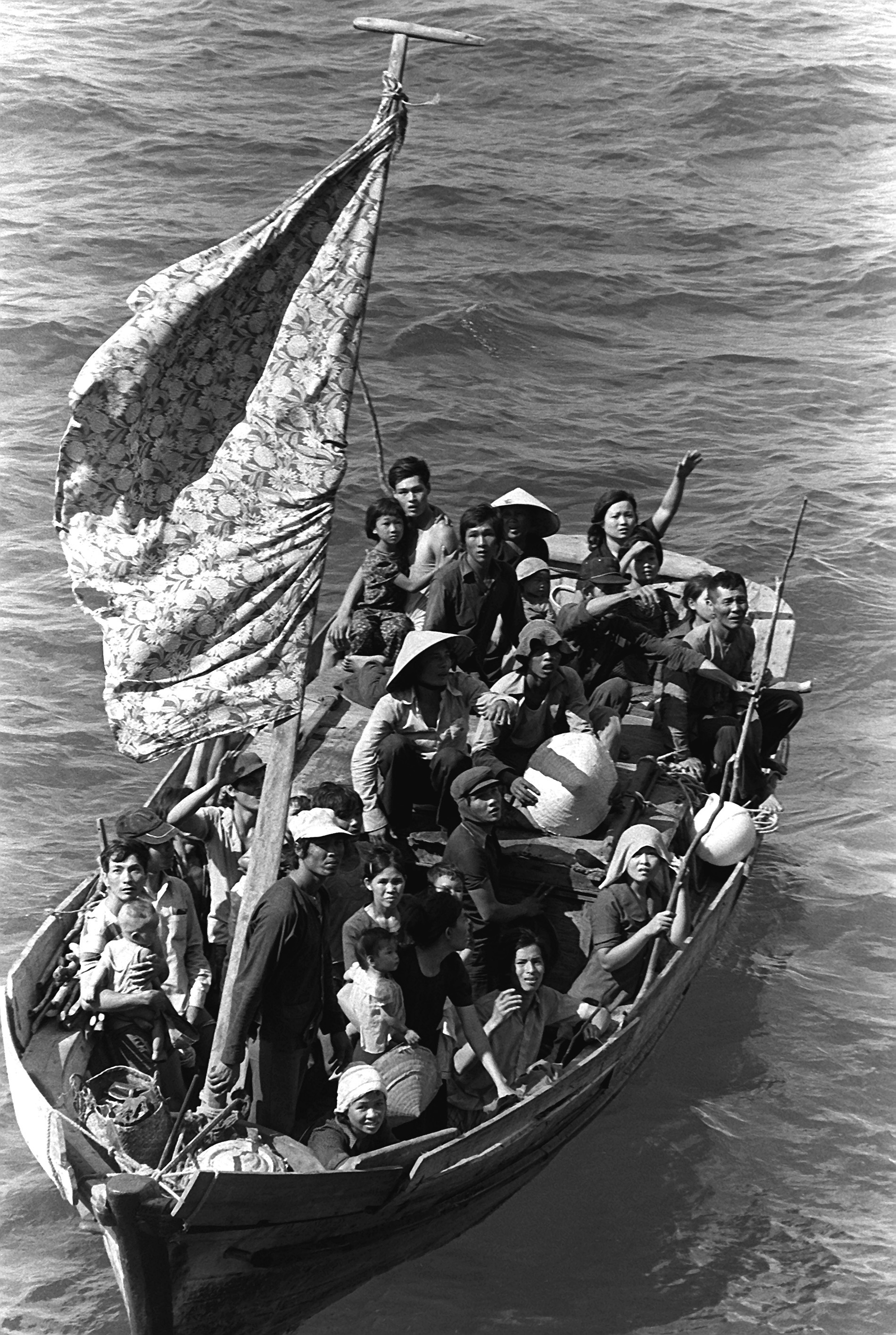
Boat-people vietnamiti nel 1984.

Il termine è entrato nell'uso comune nel 1976, dopo l'invasione del Vietnam del Sud da parte del regime comunista del Vietnam del Nord, all'epoca della nazionalizzazione delle imprese e della collettivizzazione delle terre. Parecchie decine di migliaia di persone, perseguitate in quanto considerate non sufficientemente aderenti al nuovo sistema, decisero quindi di fuggire in tal modo via mare.
Jean-Paul Sartre e Raymond Aron, nel sostenere la causa dei boat people all'Eliseo di fronte al presidente francese Valéry Giscard d'Estaing nel giugno del 1979, contribuirono a rendere noto il problema in Francia.
In Italia il fenomeno venne prepotentemente a conoscenza dell'opinione pubblica grazie alla missione umanitaria della Marina Militare Italiana, che, sotto l'impulso dell'allora Presidente della Repubblica, Sandro Pertini e del governo italiano, nell'estate del 1979 inviò gli incrociatori Vittorio Veneto, Andrea Doria e la nave appoggio Stromboli nel sud-est asiatico con il compito di portare assistenza ai profughi sudvietnamiti. La missione, durata dal 4 luglio al 20 agosto 1979, salvò circa un migliaio di persone.
Al primo periodo di esodo dal Vietnam del 1975-1979, seguì, dopo un periodo di pausa, un secondo esodo nel 1988-1990; ne furono protagonisti, per la maggior parte, vietnamiti espulsi dalle omologazioni politico-economiche di tipo nord-vietnamita, ma anche numerosissimi cinesi residenti in Vietnam, vittime dello stato di conflitto politico allora esistente con la Cina. Il fenomeno interessò un totale stimato di 800.000 persone.
Il terribile fenomeno dei "Boat people" del Vietnam è stato anche descritto dalla regista Ann Hui nel film "Boat people" (1982), distribuito in Italia col titolo di Passaporto per l'inferno.